# Молочай різнобарвний
Молоча́й різнобарвний (Euphorbia epithymoides) — багаторічна рослина родини молочайних, найчастіше має щільну кулясту форму.

## Опис
Багаторічна трав'яниста рослина з сильним кореневищем, заввишки 20–50 см, з волосистим стеблом. Листки чергові, довгасті. Дрібні квітки; цвіте з травня по липень.

## Вирощування
Підходять для вегетативного розмноження. Кущ потрібно поділити на кілька частин і висаджувати 40–60 см один від одного. Молочай краще удобрювати компостом або органічними підгодівлями два-три рази за теплі сезони. Посаджена рослина буде рости 6–10 років, а цвісти буде через 2-3 роки. Місце посадки саджанців бажано підготувати. Викопати ямку в залежності від розміру саджанця глибиною 10–20 см. В неї підкладають дренаж з керамзиту або гальки, на дренаж — трохи перегною, а потім сам саджанець. Для молочаю підійде будь-яке місце посадки, і сонячне, і притінене.

### Догляд
Поливати молочай багатоквітковий потрібно регулярно і досить рясно. Ґрунт під ним не повинен бути пересохлий. Особливого догляду для молочаю барвистого не потрібно. Для кращого розростання кущики присипають тирсою або торфом. Зима для цієї рослини не проблема, вона прекрасно переживає зиму, і не потребує укриття. В жовтні місяці, коли листя вже опало, на зиму пагони бажано зрізати.

## Поширення
Поширений у Європі, Лівії, Туреччині.